# پناهگاه صخره‌ای لمری
پناهگاه صخره‌ای لمری مربوط به دوران پارینه‌سنگی جدید است و در شهرستان کوهدشت، بخش طرهان، دهستان طرهان، روستای قوله واقع شده و این اثر در تاریخ ۲۸ اسفند ۱۳۸۵ با شمارهٔ ثبت ۱۸۵۰۳ به‌عنوان یکی از آثار ملی ایران به ثبت رسیده است.